# Узбережниця
Узбережниця, прибережниця (Aeluropus) — рід квіткових рослин із родини злакових (Poaceae). Містить 6 видів, які ростуть на північному й північно-східному узбережжі Африки, на півдні Європи, в Азії. В Україні (на півдні) росте один вид — узбережниця звичайна (Aeluropus littoralis (Gouan) Parl.).

## Морфологічна характеристика
Багаторічні рослини, жорсткі, столонові або кореневищні. Листові пластинки плоскі, жорсткі, згорнуті чи закручені спірально, шпичасті; язичок — дуже коротка перетинка, облямована волосками. Суцвіття — щільна колосоподібна чи головчаста одностороння волоть, яка складається з коротких колосочків, притиснутих до центральної осі. Колосочки яйцювато-ланцетні, стиснуті з боків, квіточок від кількох до багато. Колоскові луски коротші за леми, з широкими тонкоперетинчастими краями, нижня колоскова луска 1–3-жилкова, верхня 5–7-жилкова. Леми яйцюваті, 7–11-жилкові, на краях голі або волохаті, на спині закруглені чи гострі. Кіль палеї війчастий чи шорсткий, верхівка зрізана. Пиляків 3. Плоди (зернівка) еліпсоїдні.

## Екологія
Цей рід трав пристосований до засолених ґрунтів у пустельних регіонах, де вони дають цінний корм там, де мало що росте. Жорсткі, широко розповсюджені кореневища та столони роблять їх ефективними стабілізаторами ґрунту.

## Види
Рід містить 6 видів:
1. Aeluropus badghyzi(інші мови) Tzvelev
2. Aeluropus laciniatus(інші мови) Khodash.
3. Aeluropus lagopoides (L.) Thwaites
4. Aeluropus littoralis (Gouan) Parl.
5. Aeluropus macrostachyus(інші мови) Hack.
6. Aeluropus pilosus(інші мови) (H.L.Yang) S.L.Chen & X.L.Yang